# Pīr Ālqar
Pīr Ālqar (persiska: پيرال قير, پیر آلقر, Pīrāl Qīr) är en ort i Iran.   Den ligger i provinsen Ardabil, i den nordvästra delen av landet, 400 km nordväst om huvudstaden Teheran. Pīr Ālqar ligger 1 524 meter över havet och antalet invånare är 432.
Terrängen runt Pīr Ālqar är kuperad söderut, men norrut är den platt. Runt Pīr Ālqar är det ganska tätbefolkat, med 139 invånare per kvadratkilometer. Närmaste större samhälle är Ardabil, 13,1 km nordost om Pīr Ālqar. Trakten runt Pīr Ālqar består i huvudsak av gräsmarker.